# 트레인스포팅 (소설)
트레인스포팅(Trainspotting)은 스코틀랜드의 소설가 어빈 웰시의 1993년 발표된 첫 소설로, 1996년 동명의 이름으로 영화화가 되기도 하였다.